# Мухаммад II (ширваншах)
Мухаммад II (*д/н — 917) — 5-й ширваншах в 917 році.

## Життєпис
Походив з лайзанської гілки династії Маз'ядидів. Син лайзаншаха Язіда. Про Мухаммада відомо обмаль. У 917 році зумів повалити свого родича ширваншаха Алі I. Останнього разом з сином було страчено. Втім онук загиблого Абу Бакр втік. Ймовірно у війні з ним ширваншах Мухаммад II загинув. Владу успадкував син Язід I.